# Fortuné Mollot
Fortuné Mollot (Lyon, 4 novembre 1845-Saint-Boniface (Manitoba), 22 avril 1924), est un peintre français.

## Biographie
Fils d'un commerçant, il doit prendre la suite de son père mais une chute de cheval en 1868 le rend paraplégique. Il entre alors au Petit Séminaire des Minimes à Lyon où il suit pendant une année le cours de dessins du peintre Pierre Bonirote. Convalescent, il parvient à récupérer la locomotion et passe quelques mois 
dans l'atelier du peintre, sculpteur et aquafortiste Jean-Baptiste Louis Guy à Lyon. Il fréquente alors le Salon annuel de peinture de la Société des amis des arts de Lyon où il envoie chaque année une toile. 
En 1889, il émigre avec sa famille à Fannystelle dans le Manitoba. Il s'y fait connaître pour ses paysages mais aussi pour sa générosité, cédant plusieurs toiles à une loterie pour venir en aide aux œuvres de la paroisse du village. On lui doit aussi une fresque pour le chœur de l'église qui disparut lors d'un incendie en 1912.
Sa résidence à Fannystelle devient un lieu de rendez-vous des artistes. Sa femme est musicienne et sa fille aînée, Gabrielle, apprend le piano. En 1910, le Club dramatique de Winnipeg répète chez lui sa première pièce, La Petite chocolatière de Paul Gavault. 
Fortuné Mollot laisse un manuscrit inédit, Mon Passage dans la vie. Impressions et souvenirs (1912), dont une copie est conservée aux archives de la Société historique de Saint-Boniface.